# Нёндро

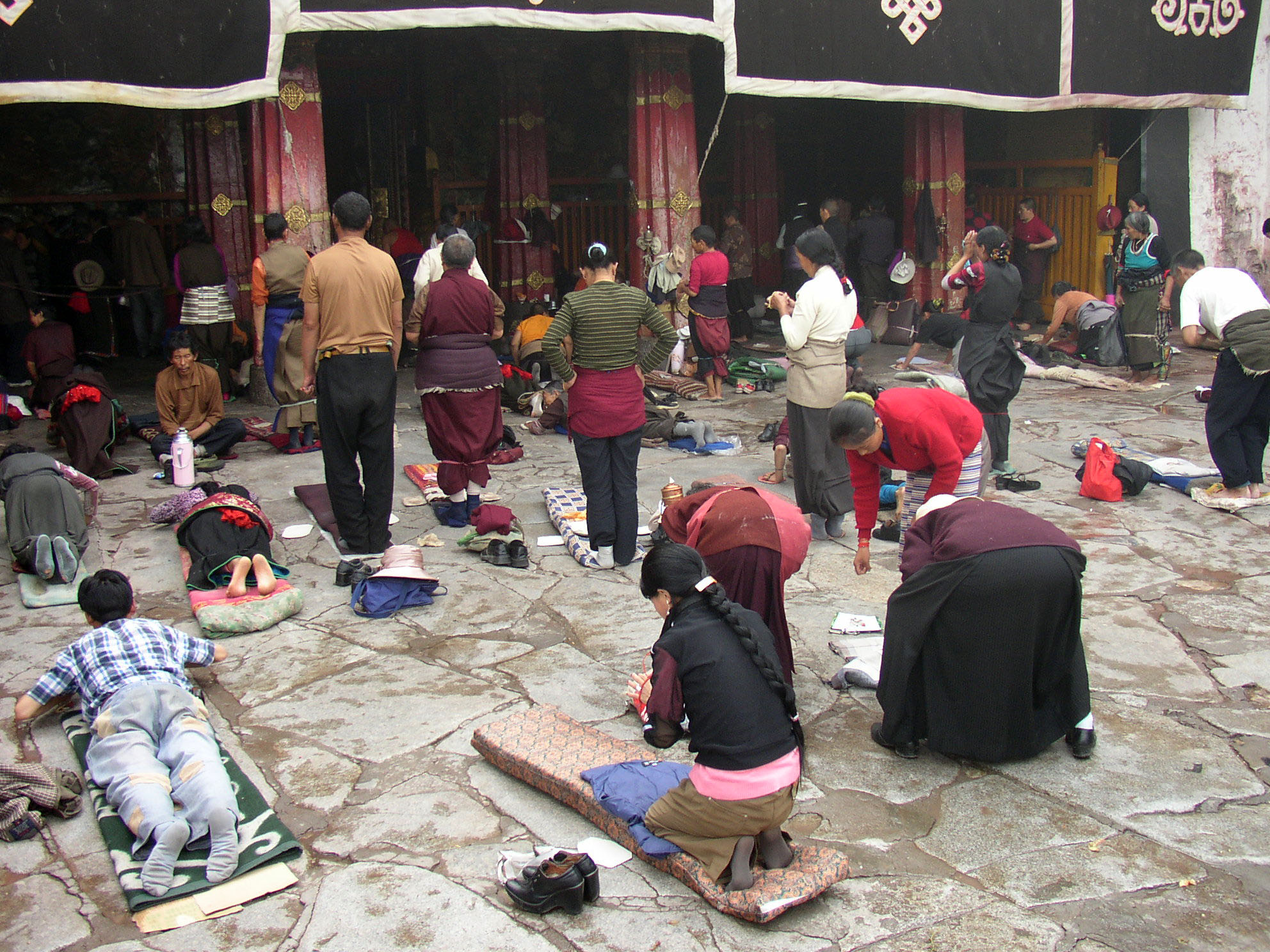
Простирания в монастыре Джокханг

Нёндро (тиб. Вайли: sngon ‘gro, произносится «нёндро») относится к подготовительным или основополагающим практикам, общим для всех четырёх школ тибетского буддизма, а также для Бон. Тибетский термин нёндро буквально обозначает «предшествующее, предваряющее». Подготовительные практики закладывают основание для более продвинутых садхан Ваджраяны, которые обращают к Освобождению и Просветлению.
Внешние и внутренние подготовительные практики
В целом подготовительные практики разделяют на две части или два вида: первые являются общим, или обычным видом подготовительных практик, а вторые — особенным видом подготовительных практик.
Общие, или обычные подготовительные практики часто рассматривают как «четыре мысли, обращающие ум к Дхарме».
Они состоят из размышлений, или медитаций на:
1. свободы и преимущества драгоценного человеческого рождения
2. истину о непостоянстве и смерти
3. действие кармы
4. страдание живых существ в сансаре

Специальная, или особенная часть подготовительных практик состоит из:
1. принятия прибежища в Трёх Драгоценностях с выполнением 100 000 простираний (очищение от гордости)
2. развитие бодхичитты (очищает от ревности, зависти). Иногда это включают в первую практику.
3. 100 000 повторений стослоговой мантры Ваджрасаттвы (очищает от ненависти/отвращения)
4. 100 000 подношений мандалы (очищает от привязанности)
5. 100 000 повторений практики гуру-йоги (очищает от запутанности)

Это очень мощные практики, очищающие негативную карму и накапливающие заслугу. Традиционно практика нёндро совершается стремящимся к Просветлению для блага всех существ. Таким образом, заслуга от выполнения практик посвящается всем чувствующим существам.
Практики варьируются в зависимости от школы и от наставлений конкретного учителя.